# Espadarana
Espadarana es un género de anfibios anuros de la familia de las ranas de cristal (Centrolenidae). Las especies del género se distribuyen por las tierras bajas y de montaña por debajo de los 2500m de América Central, por las tierras bajas de la vertiente pacífica de Ecuador y Colombia, por los bosques nubosos de Colombia y por la Cordillera de Mérida y la Serranía del Perijá en Venezuela.

## Especies
Se reconocen cinco especies según ASW:
- Espadarana andina (Rivero, 1968)
- Espadarana audax[2] (Lynch & Duellman, 1973)
- Espadarana callistomma (Guayasamin & Trueb, 2007)
- Espadarana durrellorum[2] (Cisneros-Heredia, 2007)
- Espadarana prosoblepon (Boettger, 1892)